# 鼠ヶ関
鼠ヶ関（ねずがせき）は、山形県鶴岡市の大字である。郵便番号は999-7126。

## 地理
鶴岡市の南西部に位置し、新潟県との県境に面している。北から時計回りに早田、槇代、小国、小名部、新潟県村上市中浜、村上市伊呉野と接する。
特に伊呉野とは市街地が連続しており、伊呉野も鼠ヶ関の一部のように扱われることがある（例えば庄内交通バスの伊呉野停留所は、上りが山形県内、下りが新潟県内に設置されていたが廃止の為、現存せず）。そのため全国的にも珍しい「漁村の集落の中に引かれている県境」が存在する。
林 正巳は『出羽・越後国境の研究―-鼠ヶ関地区―』で、「今日の山形・新潟県境は明治初年のとき、作為的に設定されたもの。県境は海岸に迫った低い丘陵末端の八坂神社前の鳥居の向かって右柱からほとんど直角に折れて日本海海岸に延びている。」「古老の話では、出羽・越後の国境は現在の県境からさらに、北方に後退したところにあった。今日の山形・新潟県境は戊辰戦争当時の庄内藩が政府軍を迎え撃つため最前線基地として、砲列を敷いた場所が今日の県境となった。」「明治初年、県境設定のとき神社を巧みに利用して、県境決定の正統性、合理性をしめそうとしたもの。八坂神社は藩制時代の地図にはなく、明治初年の略図には現在の所にあることから明治のときに勧請した。」「新政府は庄内を直轄地として民政局を設置し、庄内地方の経済基盤を新政府の傘下に収め、財政基盤を強化した」「明治4年、酒田県設置では朝敵藩にもかかわらず在地旧藩出身が県の上層部を占めた」「山形・新潟の県境として採用されたのは、新政府の特別の配慮か。越後は朝敵の汚名をきせられていたため県境に対する異議申し立てはせず、今日まで容認した形になっていた。」「鶴岡市立図書館所蔵の古地図で古老の話は正しかった。」と述べている。（林 正巳　『出羽・越後国境の研究―-鼠ヶ関地区―』　ｐ１０１～１０３・１０８要約　歴史地理学会紀要　第17巻　歴史地理学会. 1975年　)
鼠ヶ関について長井政太郎は「鼠ケ關は沿岸潮流の爲打ち寄せられた三、四米の小砂丘の上に發達した漁村で、背後の山地との間に三角形の水田地帯を挟んでゐる。元來此の低地帶は潟湖であったらしいが鼠ヶ關川の爲埋没されたのである。水田は部落より二、三米低く全部水田化してゐる。部落は三つに別れ、辯天島の北東方、山麓の小部落を關と呼び、有名な鼠ヶ關のあった場所であるが、此村としては最も古く發生した聚落である。附近より縄紋式、彌生式、祝部式の三種の土器が發見されてゐるから先住民族の時代から引續いて聚落に利用されてゐたのであらう。」と記している。(長井政太郎　『山形県地誌 改訂』　武田活版所 昭和17年　ｐ３１１　国立国会図書館デジタルコレクション　１６８/２１２コマ)　しかし三種の土器の発見は、山形県遺跡一覧表には記録されていない。
佐藤光民は「昔の鼠ヶ関の澗ま(港)は二つの瓠型に並んでいた。と言い伝えられている。海がもっと陸地側に深く入り込んでういたというのである。これを証明するように、原海と関の中間にある興野の一部が低い水田や谷地地帯になっている。この地帯が潟湖であったと考えられるのである。」と記している。（佐藤光民の『鼠ヶ関弁天様の祭り』　山形県民俗・歴史論集 第1集　山形県民俗・歴史論集編集委員会編　東北出版企画　1977年　p53　国立国会図書館デジタルコレクション33/106コマ）
田中啓爾監修の『郷土新書（第6）』には「加茂台地から鼠ヶ関までの海岸と北の吹浦海岸は磯浜であるが、ほとんど一直線で出入りにとぼしく、頁岩を貫いて噴出した玄武岩の蔭に小さな浜があるのみ」「小さな湾が油戸・由良・小波渡・鼠ヶ関等に見られる。」とあり、鼠ケ関の海岸は岩場の多いところと記している。（田中啓爾監修　『郷土新書 第６』日本書院　1950年　p33　国立国会図書館デジタルコレクション　２０/９１コマ）
ちなみに長野正孝は「日本の船は平底。船は浜に引き上げるもの。修理も浜に揚げて行う。」と説明しているように、浜は海運に重要な役割であることを示し、暗に岩場の多いところは船運には不向きなことを示唆している。（長野正孝『古代史の謎は「海路」で解ける　卑弥呼や「倭の五王」の海に漕ぎだす』PHP　研究所　2021年　p. 32–34.）

## 歴史
柏倉亮吉・酒井忠一は「鼠ヶ関は古代東北の三関である菊田の関（勿来の関）、白河の関と並んで文字通り鼠ヶ関の関があっただろうと言われている。弁天島の東方山麓の小部落を関と呼び、その付近に古代集落があったらしいことが伝えられている。この関は北陸と出羽口を位置にあり、古代東北の開拓時代蝦夷を防ぐ城柵的性質を帯びていたものと考えられている」と、いずれも伝聞を記している。（柏倉亮吉・酒井忠一　調査の概要　庄内考古学第9集　特集・古代の鼠ヶ関　p1） 山形県と新潟県境付近で致道博物館主体の遺跡発掘調査が、1968年（昭和43年）に行われた。『温海町史』には「山形県側のA地区から製鉄址（10-11世紀前半）、新潟県側のB地区は土器製塩址（9-11世紀）、C地区は平窯址（10-11世紀初）、D地区は千鳥足走行型柵列址（11世紀末）が発掘された」と記されている（温海町史上　温海町　温海町史編さん委員会　p46～ｐ52）。千鳥足走行型柵列址について加藤孝は「柵列址は少なくとも11世紀末を下限とする遺構やに考え得る　」（ 加藤孝　考古学上の考察　庄内考古学第9集　特集・古代の鼠ヶ関　p8）との記載や、高橋富雄が、能因歌枕のねずみの関、吾妻鏡の念種関、義経記の念珠関”の文献をあげ、「鼠ヶ関の存在は平安中期から末期ないし鎌倉までの10世紀から11世紀　平安中後期の南を検問し防備する関門と考えられる。」と記し、この関を義経が通ったことを暗に示すとともに、7世紀中葉の蝦夷防御の「関」ではないことを示した。（高橋富雄　歴史的考察　庄内考古学第9集特集・古代の鼠ヶ関　p9）
また「都岐沙羅柵を念珠関の前身と考える説についてであるが、これも事実に照らしてみて可能性が希薄である。」とも述べている。（高橋富雄　石船柵おぼえがき　東北学院大学東北文化研究所　東北学院文化大学研究紀要 通号2　1970年（昭和45年）ｐ24）
また、工藤雅樹は「都岐沙羅柵は山形県と新潟県の境にある念珠ヶ関説が有力だが、確証はない。念珠ヶ関が機能を果たしたのは、越後国と出羽国の国境としてであるから、出羽国成立以前のこととして、念珠ヶ関の一が柵を置く地点として意味があったかどうかは疑問がある。この時期の日本海側の柵は、川が海に注ぐ地点付近にあるということが都岐沙羅柵においてもあてはまるなら、新潟県北部あるいは山形県庄内地方のいづれかの地域の河口付近を考えてもよいであろう。」と記している。（工藤雅樹　『古代蝦夷の考古学 蝦夷と東北古代史 東北考古学・古代史学史』　吉川弘文館　1998年　p80　国立国会図書館デジタルコレクション　２７６/７３２）と記している。
ちなみに都岐沙羅柵は、2008年（平成20年）に新潟県立歴史博物館・北海道開拓記念館・東北歴史博物館が合同開催した企画展『古代東北世界に生きた人びと-交流と交易-』の展示図録では、新潟県内の城柵・官衙として渟足柵・磐舟柵と考えられる新潟市沼垂と村上市岩船の位置に赤印がつけられ、さらに北上した県境の新潟県村上市府屋付近に都岐沙羅柵と考えられる赤印がつけられている。「古代北方世界に生きた人びと-交流と交易-」実行委員会 2008, p. 20.（詳細は府屋を参照。）
これらを踏まえ、山形県遺跡一覧表には203-鶴岡　温海441-015　遺跡名：鼠ヶ関館跡、種別：関所跡、時代：平安時代と記され、これまでの鼠ヶ関右岸の関所は、441―041　遺跡名：念珠関跡、種別：関所跡、時代：近世（turuoka.pdf(pref.yamagata.jp)となった。なお、同遺跡の新潟県内分について新潟県遺跡一覧表には、村上市656種別：遺物包含地、名称：伊呉野、時代：中世 （330167.pdf (niigata.lg.jp)　と記されている。
大沼浩は「この関は京・鎌倉の南と、出羽・陸奥の北を分けるもの。北の侵入を防ぎ南の逃亡を防ぐために南が置いたもの。鼠ヶ関は荘内地方の名前と考えてはいけない。これは南が北に向かって付けた名前。ねずみの関は子の関で子は北の方向。越国の最北端に置かれたのが子の関であり、それがねずみのせき鼠ヶ関のであろう」と記している。（大沼 浩 『荘内地名の切絵図』　鼠ケ関再考　雪山杉書房　1985年）手書き別綴：国会図書館デジタルコレクション荘内地名切絵図 - 国立国会図書館デジタルコレクション） (ndl.go.jp) 
なお、平凡社の山形県の地名「鼠ケ関跡」で執筆者は、「調査は隣接する新潟県岩船郡山北町伊呉野にも及んだ」とだけ記し、山形県側のA地区、新潟県側のB・C・D地区とは記していない。（山形県の地名　日本地名歴史大系６　平凡社　1990年　ｐ654） 
大島延次郎は「念珠関所は里人の説では、三ヶ所ににあったというから、二度移転したものと思われる。初めは鼠喰岩にあったが、のちに浦沢に遷されたという。」と記している（大島延次郎　『関所：その歴史と実態』　人物往来社　1964年　ｐ２３～２４国立国会図書館デジタルコレクション　２１/149　コマ） 
また岩田幸三も「古い鼠ヶ関の位置は、地元佐藤氏（鼠ヶ関水族館長代理佐藤幸三氏）等の研究によれば、現在の鼠ヶ関村に接する県境から一キロほど新潟県に入った新潟県岩船郡中浜の鼠噛岩付近にあったという。その説は主として古くからの言伝えが中心のようであり、（以下略）」と記している。（岩田幸三『関跡と藩界：その歴史地理的解明』　校倉書房　1962年　p108　国立国会図書館デジタルコレクション　58/104コマ） 
鼠喰岩は、府屋駅から鼠ヶ関駅に向かう途中の最後のトンネルの場所にあたる。 
また、蝦夷に対して置かれた城柵の一つである都岐沙羅柵が鼠ヶ関周辺にあったのではないかという説があるが、確たる証拠は発見されていない。

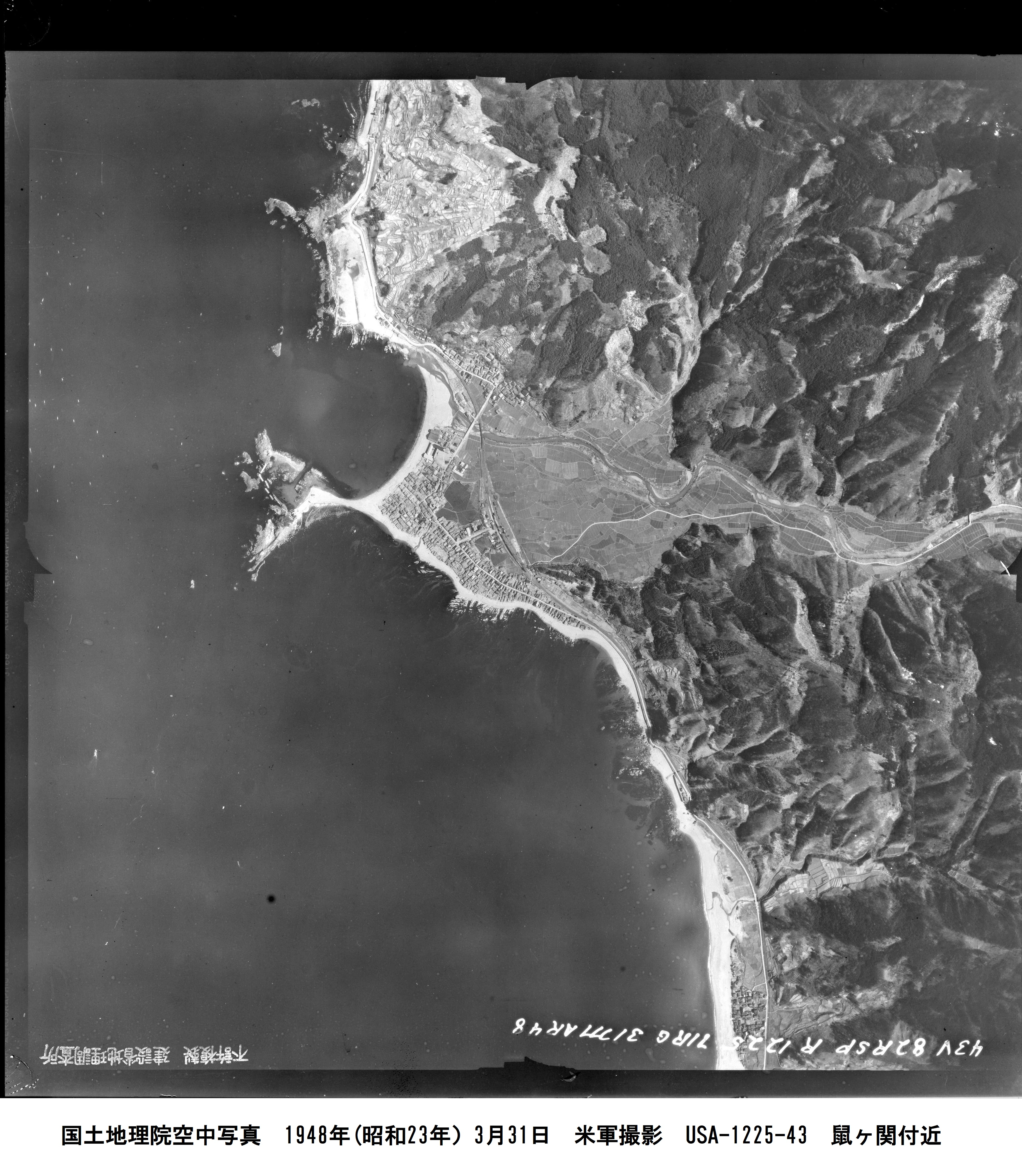
米軍による1948年（昭和23年）撮影の写真

林 正巳は「古代の越後・出羽国境は八坂神社のある丘陵末端と弁天島を結ぶ線であった」「正保の絵図のころ、中央にある排水路（暗渠化）となっている用水路が西流する国境河川。左岸が越後原海村、右岸出羽国興野村が成立。両国の村はほとんどが出羽国庄内地方出身者なので右岸・左岸ともに出羽国のものとしても都合がよかった。」と述べている。
また鼠ヶ関の10名の話者からの聞き取りをまとめた『山形県の民俗資料：民俗資料緊急調査報告　第1集』には鼠ヶ関について「鼠ヶ関川をはさんで、北に関、南に興野。原海があり、この3部落が1つの村をつくっていた。」（p18）「越後との境は昔は鼠ヶ関川だという。」（P19）と記されている。（山形県の民俗資料：民俗資料緊急調査報告　第1集　山形県教育委員会1965年　国立国会図書館コレクション　16/126 コマ） 

1846年（正保2年）幕府提出の庄内絵図には、鼠ヶ関川が現在地とみられる位置にあり、右岸に鼠ヶ関村、左岸に一里塚と鼠ヶ関村が記されている。左岸鼠ヶ関村の南に、「原海村此村越後国 此村ヨリ越後岩嵜村迄三十四丁二十間」と記されている。（山形県史 第1巻　山形県1982年　巻末とじ込み　酒田　本間美術館所蔵の庄内絵図）三十四丁二十間の距離は3,745㎞。岩崎の北端から砂浜を通り鼠ケ関まで三十四丁二十間の距離は3,745㎞。岩崎の北端から砂浜を通り鼠ケ関に向かい、約37mの地点を地理院地図で計測すると、興屋南端と原海北端の間の旧水路河口附近となる。

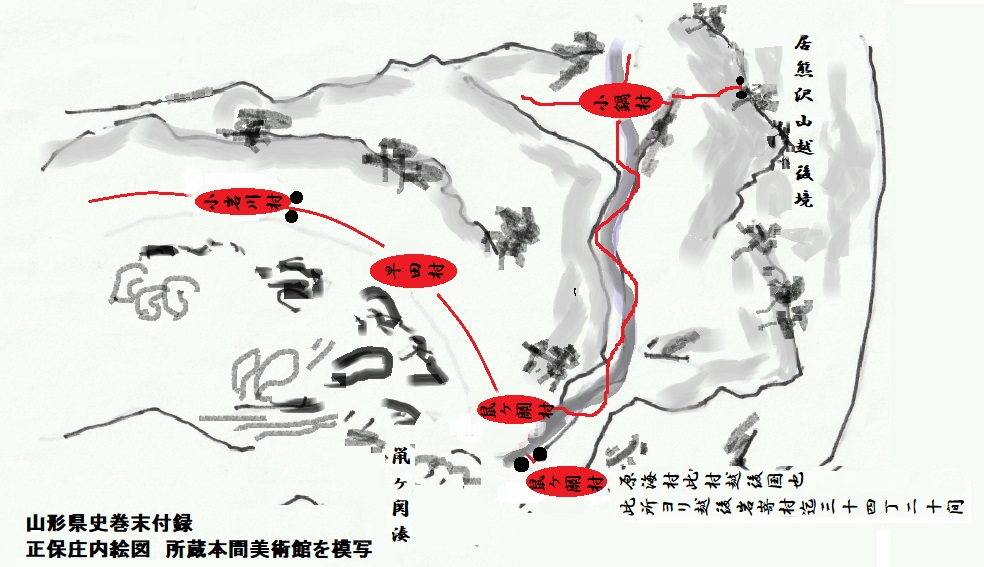
正保庄内絵図の模写

なお、正保年間から溯って、秀吉が上杉に命じて描かせた、慶長2年（1597）の越後国瀬波郡絵図（越後国郡絵図二　東京大学史料編纂所出版（瀬波郡）より、山北町史が付録）には、朱線で出羽・越後国境に「出羽之内庄内分はらミ村」と「越後の内大河分はらミ村」が記されている。
この絵図のうち、「大川分中濱村」の北に描かれている原み村」には「縄高や畠屋敷、家二間」が記されている。この縄の高を示した「原み村」の場所を、東京大学発行の越後国郡絵図には“山形県西田川郡温海町原海」と記している。（越後国郡絵図　東京大学史料編纂室　東京大学　1987年　p124）
現在の県境は戊辰戦争時に庄内藩が陣地を築いた防衛線に由来していると現地で語られた「砲列を敷いた」場所は、和田東蔵の『戊辰庄内戰爭録巻三』に「十兵衛日記ニ　敵中濱ヨリ進來大小砲ヲ打つこと雨ノ如シ（中略）我ハ濱手二在テ大砲二門ヲ小田坂下ニ備エ一門ヲハ原海ノ先二出シ敵ノ陣セシ中濱二打シム（以下略）」「遠藤源助（石澤隊）ニ聞ケル曰此日中濱ニ押來ル敵（中略）前度ヨリハ多勢ニシテ鋭氣又烈シク専ラニ濱手ヲ襲フガ如シサレ𪜈爰ハ胸壁嚴重ニシテヤブラルヘキニ非ラズ（胸壁ニ砲穴ヲ明ケ夫ニ長木ヲ以テ屋根トシ其上ニ土ヲ載セテ破裂弾ヲ防ク）（以下略）」と記されている。(和田東蔵　戊辰庄内戰爭録　巻三　著述者蔵版　明治29年（1896)　ｐ２２４・２３０　国会図書館デジタルコレクション　１１６・２３０/２７６ コマ）
ここでは十兵衛治日記の「大砲一門を原海の先に出した」ことや遠藤源助の「最前線である原海の先には胸壁いわゆる塹壕をほり砲穴をあけ、破裂弾を防ぐために長木で屋根をかけたこと」などが記載されている。「原海の先」の「原海」とは、後述の東京大学史料編纂室が記したように、温海町原海であり、地理院地図に示されている鶴岡市鼠ケ関の原海にあたる。住居表示法に基づいた原海でもなく、鼠ケ関丙でもない。なお、十兵衛日記の「原海ノ軍議ニ中濱ノ枝郷（略）是ヲ焼カハ(p221  　114･276コマ）」とあるように、原海は司令塔がある重要な位置にあったことがわかる。
この他、鼠ヶ関口戦況には「同廿三日暁三時過原海口ヨリ繰出シ（中略）山手ノ味方末吉省造岩崎ヲ火シ大川ニ入リ民家ノ後忍テ火ヲ掛レハ敵怺エス碁石ノ方エ引退ク之ヲ追テ行道又敵ノ足溜リトスヘキ六ヶ村ヲ（大川岩崎塔ノ下堀ノ内温出大谷澤）ヲ焼ク者有（以下略）ｐ２１７　112コマ）とあるように、政府軍の足溜まりとなる村々はことごとく火をかけられ焼尽くされたことが記されている。なお、六ヶ村のうちの大川は府屋のこと。
明治政府は明治7年(1874）4月、地誌課が各府県に村名等調査を5月30日まで提出するよう通達し、全国に村名をフリガナ付きで提出させた「全国村名小字調査書」（明治前期　全国村名小字調査書　内務省地理局編纂物刊行会編　ゆまに書房　。昭和62年（1986））には、新潟県にあたる「越後国區別調　第二十五大區　越後国岩舟郡第十小區總四十一村」の中に「原海村」が記されている。
このことは、正保２年から明治7年まで原海村は越後国として存在したことを示している。一方、山形県にあたる「管下區別村名調　鶴岡並酒田縣第一大區羽前国田川郡　第一小區十九村」には、鼠ヶ関村は記載されているが、興屋村と原海村は記載がなく、村として存在していない。

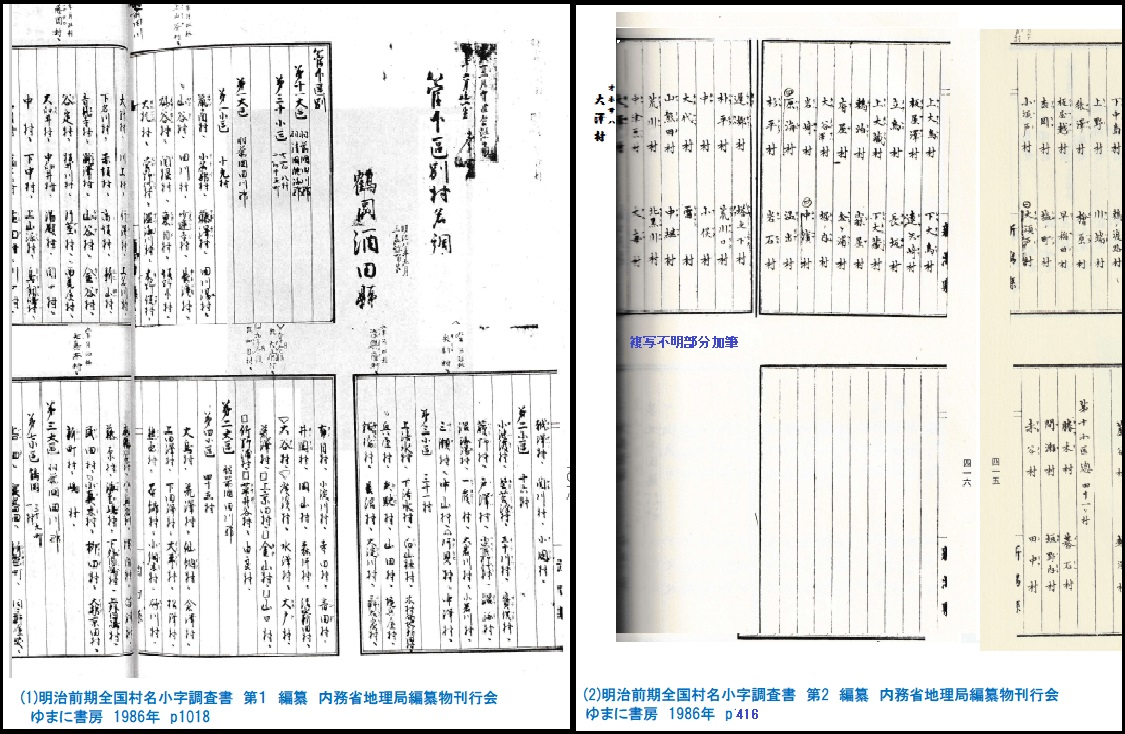
全国村名小字名調査書　鼠ヶ関村　原海村

また、越後村上藩では出羽境に、三カ所の口留番所を置いた。三か所定番の扶持給米は黒川俣組大庄屋から受ける文書として「一、手紙ニ而申遣シ候然ハ各御扶持方之儀（以下略）以上　十一月 四郎左エ門役所　小俣口御番所 浅野加左ェ門殿　雷御番所 伊藤六助殿　原海口御番所 山崎与太郎殿」元禄拾七年御用諸写シ留帳黒川俣組雷村　　御定番所　伊藤六助――雷伊藤家文書」（山北村郷土史　山北村郷土史研究会編　山北村教育委員会　1965年　p287　新潟県立図書館蔵）とあるように、原海口つまり原海村の出口に口留番所があったことからも、原海村の存在は明らかである。
大沼浩の従えば平安時代末期、白河関・勿来関とともに奥羽三関と呼ばれ、東北地方への玄関になっていたのは、子の関でありその場所は庄内にはなく越後国地内にあったということになる。
当時の文書には根津とする表記もある。
ちなみに万葉仮名の読みは「念」=ね・「珠・種」＝す・ず。であるから、「念珠」は「ねず」、念種「ねず」と読む。
江戸時代には「念珠関」「念珠ヶ関」と表記されており（読みは同じく「ねずがせき」）、現在の県境より1k mほど北にあって、1872年（明治5年）に廃止されるまで北国街道と羽州浜街道の境になっていた。1924年（大正13年）頃に「史蹟念珠関址」として内務省指定史蹟に認定。その後、現在の県境付近で発掘された遺跡は、旧石器時代から平安末期・鎌倉前までを古代と呼ぶことに従って「古代鼠ヶ関址」となり、内務省認定の歯石念珠関跡は、鶴岡市指定史跡「近世念珠関址」となった。「念珠関」の表記は1889年（明治22年）から1954年（昭和29年）まで存在した自治体「念珠関村」にも使われていた。

## 沿革
- 1889年（明治22年）4月1日 - 町村制施行により西田川郡念珠関村が発足し、鼠ヶ関村の区域は大字へ移行。西田川郡念珠関村大字鼠ヶ関となる。
- 1923年（大正12年）11月23日 - 鼠ヶ関に日本国有鉄道陸羽西線（現：羽越本線）が開通し、鼠ケ関駅が開業。
- 1954年（昭和29年）12月21日 - 念珠関村が温海町・福栄村・山戸村と新設合併し、温海町（2代）が発足。西田川郡温海町大字鼠ヶ関となる。
- 2005年（平成17年）10月1日 - 温海町が鶴岡市・東田川郡藤島町・羽黒町・櫛引町・朝日村と新設合併し鶴岡市（2代）が発足。この時住所表記上から「大字」が廃され鶴岡市鼠ヶ関となる[5]。

## 施設・名所

### 鼠ヶ関港

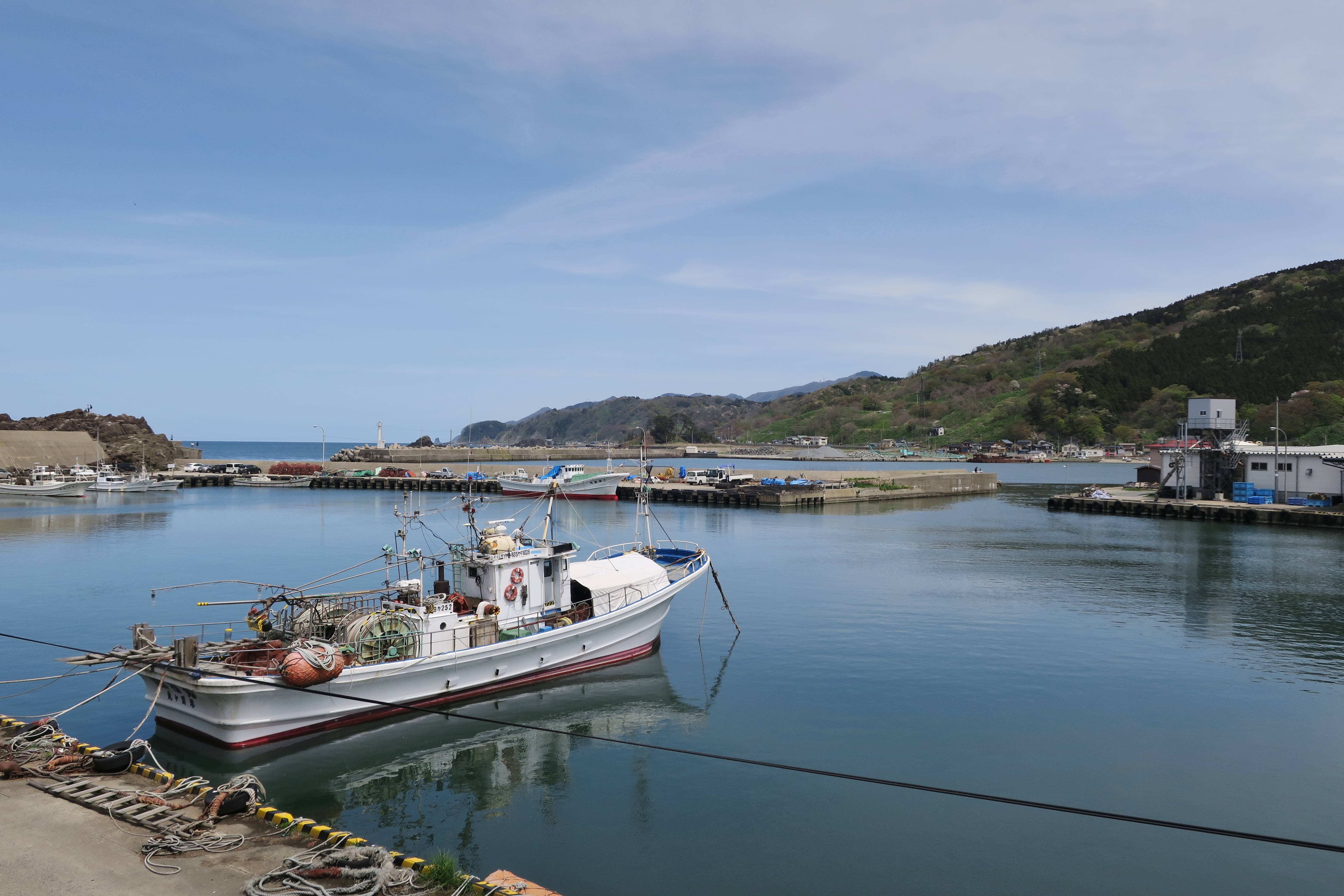
鼠ヶ関港

地方港湾・避難港の鼠ヶ関港がある。江戸時代には北前船が寄港する港でもあった。
山形県有数の漁港であり、冬になるとイカの寒干しの風景が良く見られる。近辺には魚料理の店が多く、休日になると山形県・新潟県から多くのドライブ客がやってくる。隣接して鼠ヶ関海水浴場があり、夏には、山形県有数の海水浴場として賑わう。釣り客も多く、多くの民宿が軒を連ねている。
現在、鼠ヶ関港の防波堤の外側を、日本海を行き交う大型船の避泊地として使用するため、西防波堤の設置と海底の浚渫による平佐浜泊地整備事業を行っている。

### 弁天島

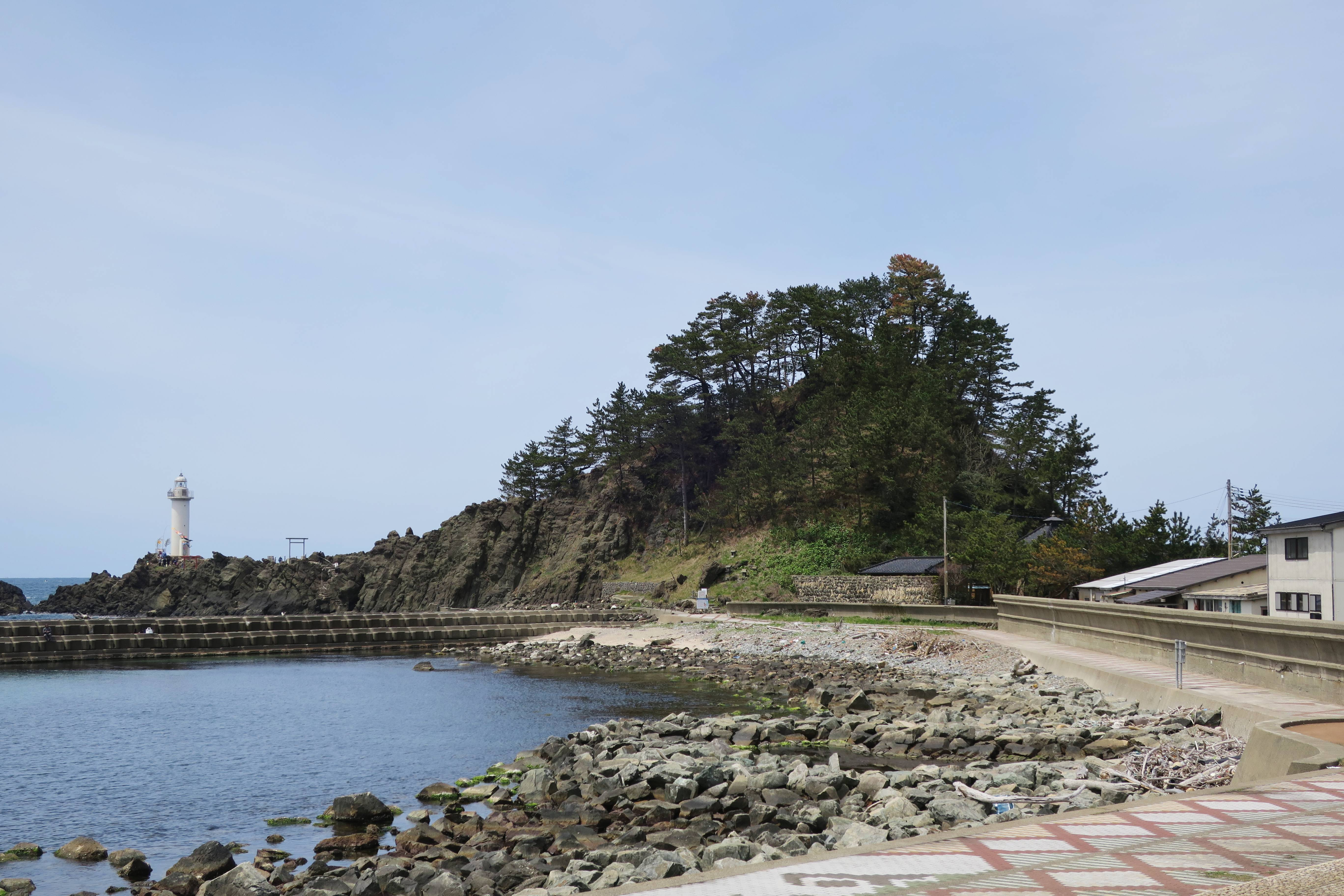
弁天島
左は鼠ヶ関灯台、右は厳島神社社叢。

厳島神社や鼠ヶ関灯台がある。

### 鼠ヶ関マリーナ

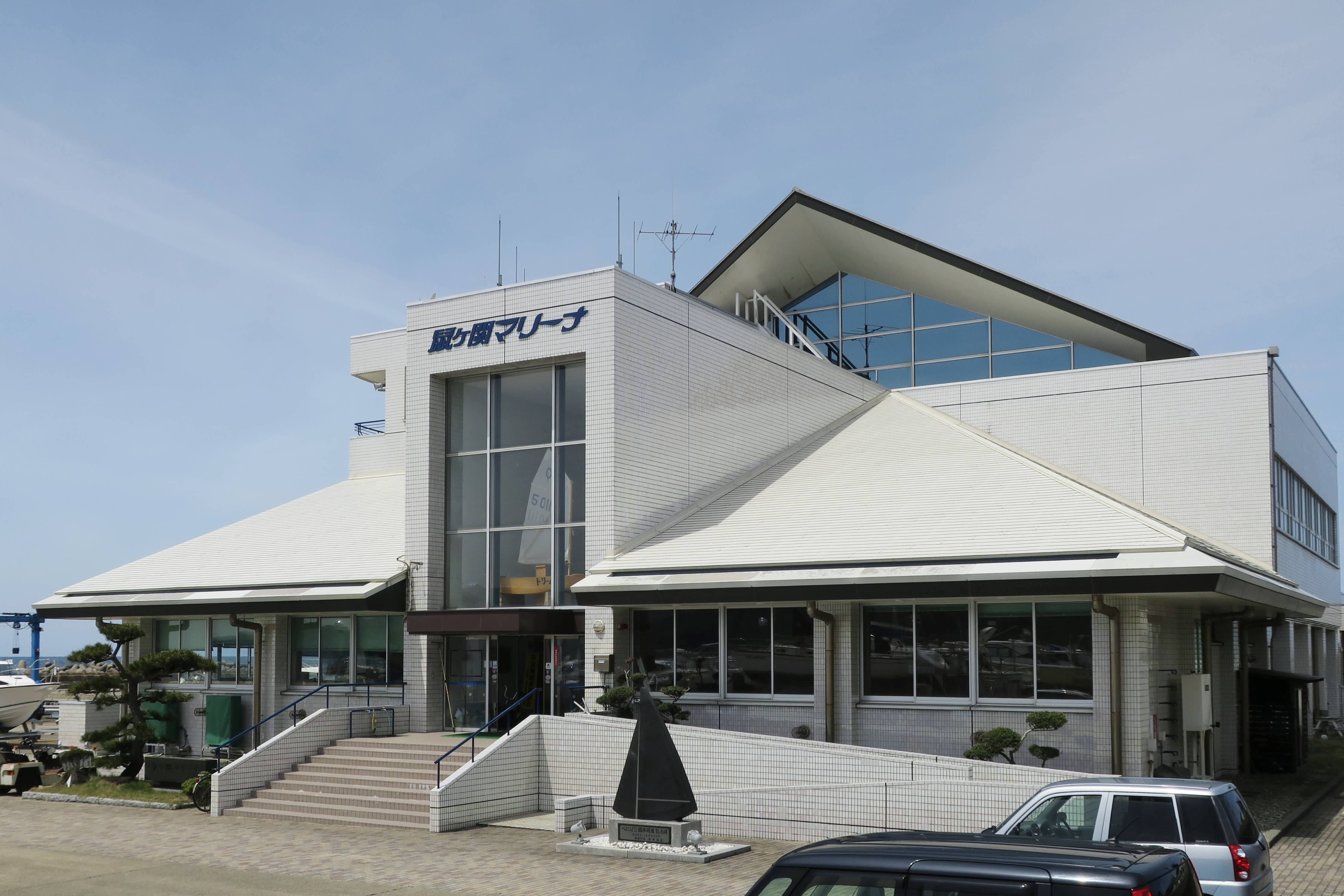
鼠ヶ関マリーナ

日本海側屈指の規模を誇るマリーナで、多くのプレジャーボートやヨットが係留されている。庄内地方におけるマリンスポーツの拠点となっており、「べにばな国体」、｢国際FJ級ヨット世界選手権大会｣といった大きな大会の会場として使用された。
収容隻数
水域 - 0隻、陸域 - 194隻
水面係留を前提として設置された施設ではない。
主要施設
クラブハウス、更衣ロッカー、シャワー、駐車場、上下架施設、給水設備、給電設備、トイレ
マリンショップ、ガソリンスタンドは、近隣に民間経営のものがある。
ビジター受け入れ
行っている。1日4,840円。

### 念珠の松庭園

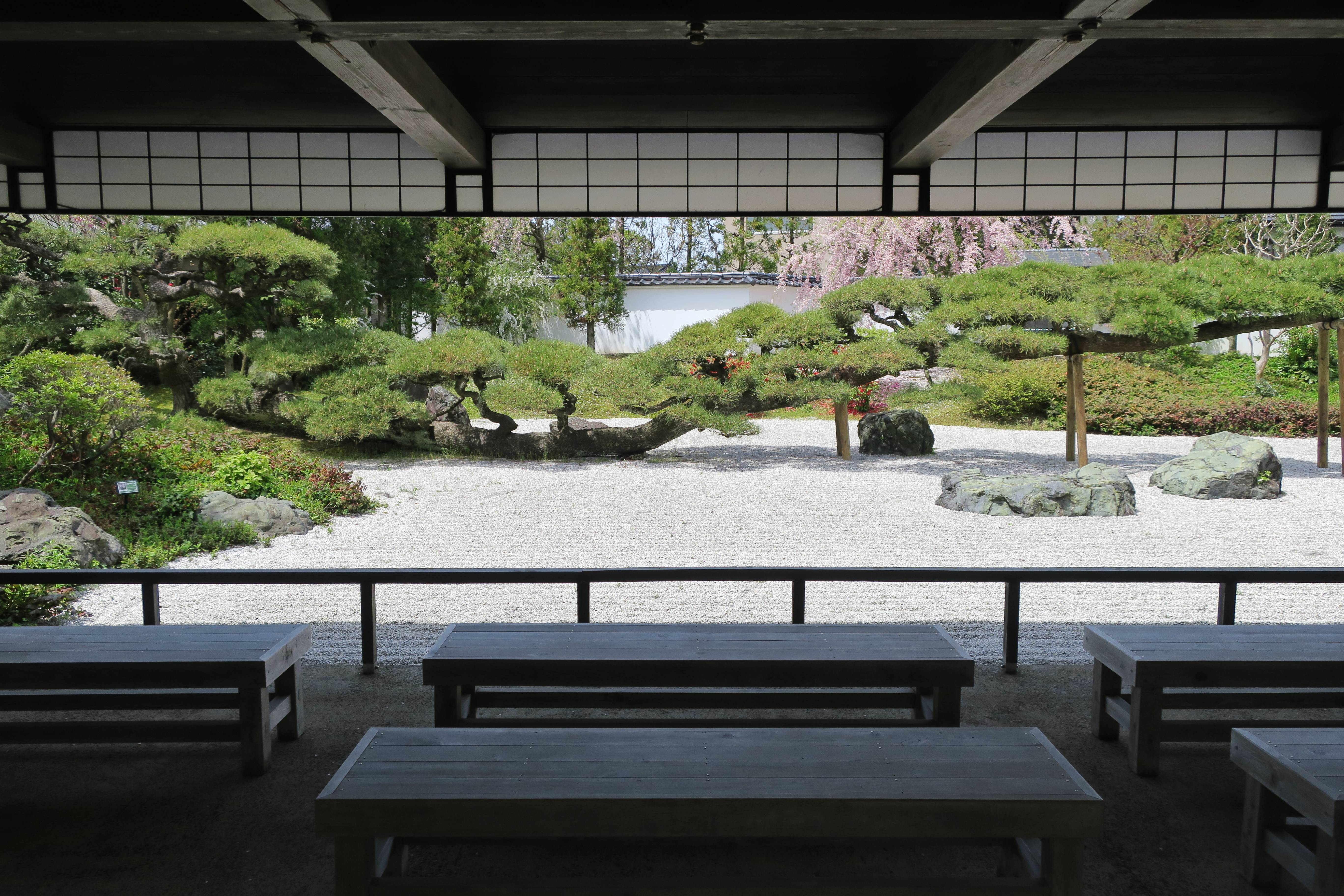
念珠の松庭園

山形県指定天然記念物の松の大樹。太い枝が20メートル横に伸びている。庭園は造園家の中島健が手がけたもの。

### 関所跡
古代鼠ヶ関址
奥羽三大古関のひとつ。鶴岡市指定史跡に指定されているが、あったとすれば、それは越後領内である。
近世念珠関址
江戸時代、酒井氏が当地に入部して以降、移転・整備されたもの。市指定史跡。

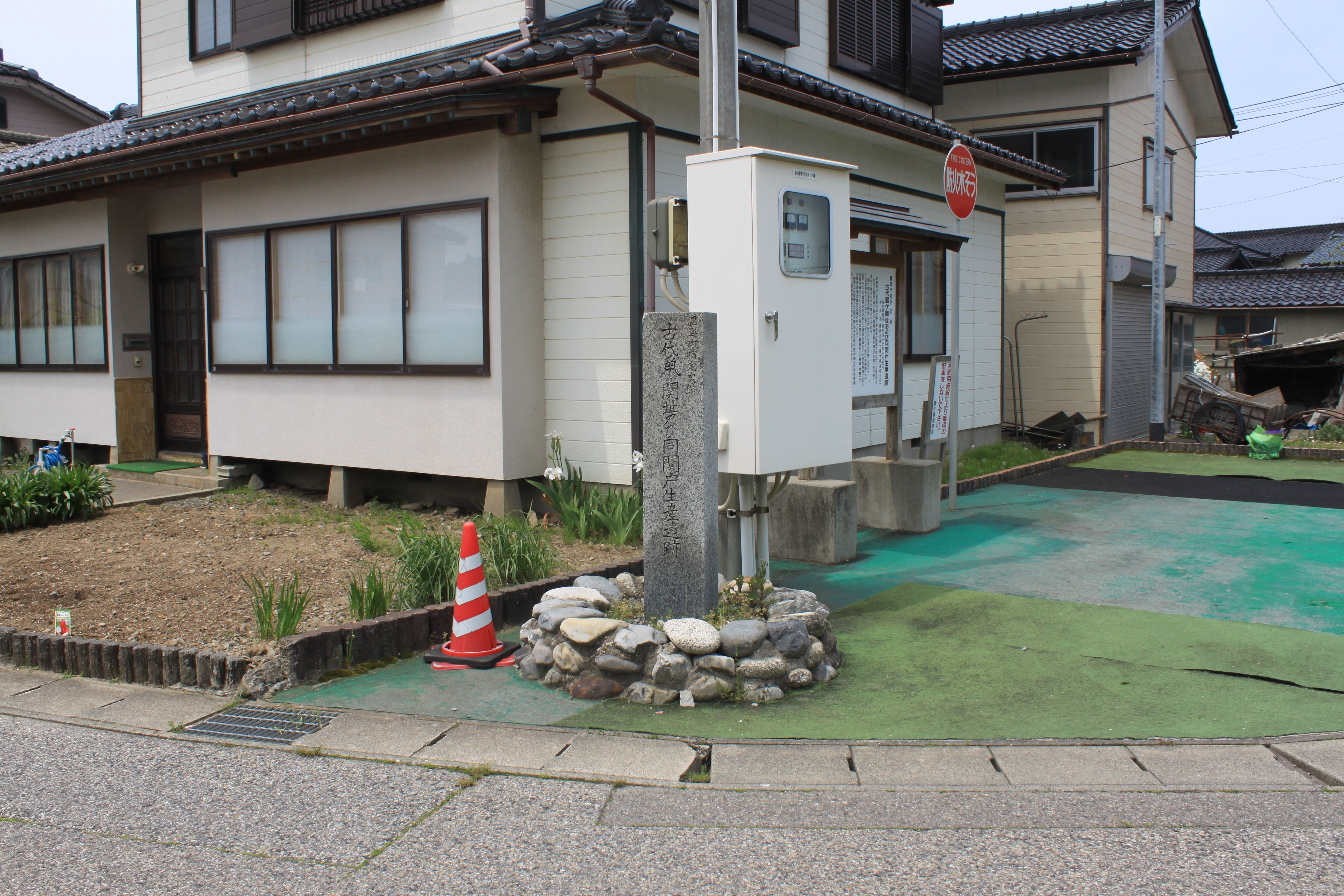
古代鼠ヶ関址
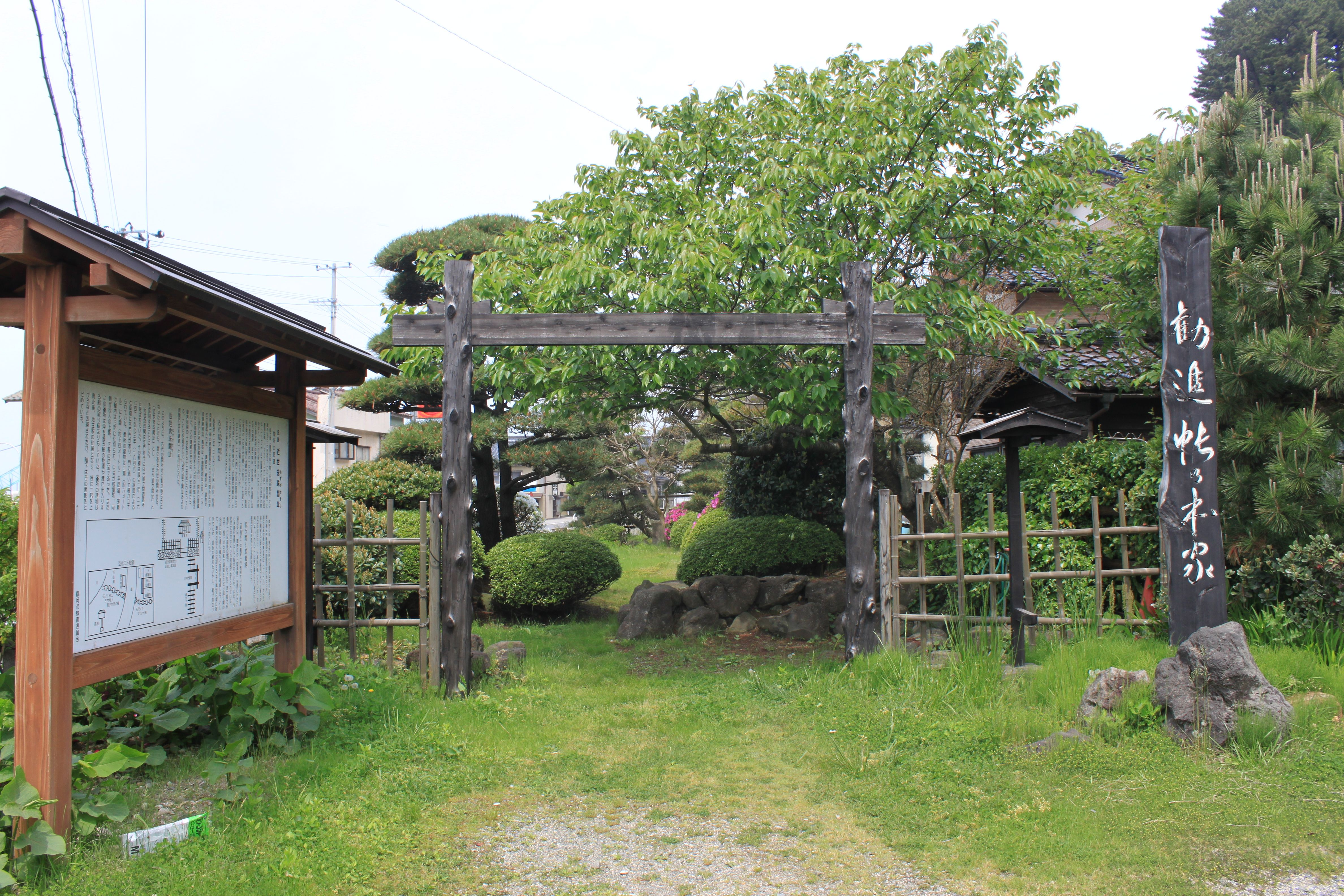
近世念珠関址

## 交通

### 鉄道路線

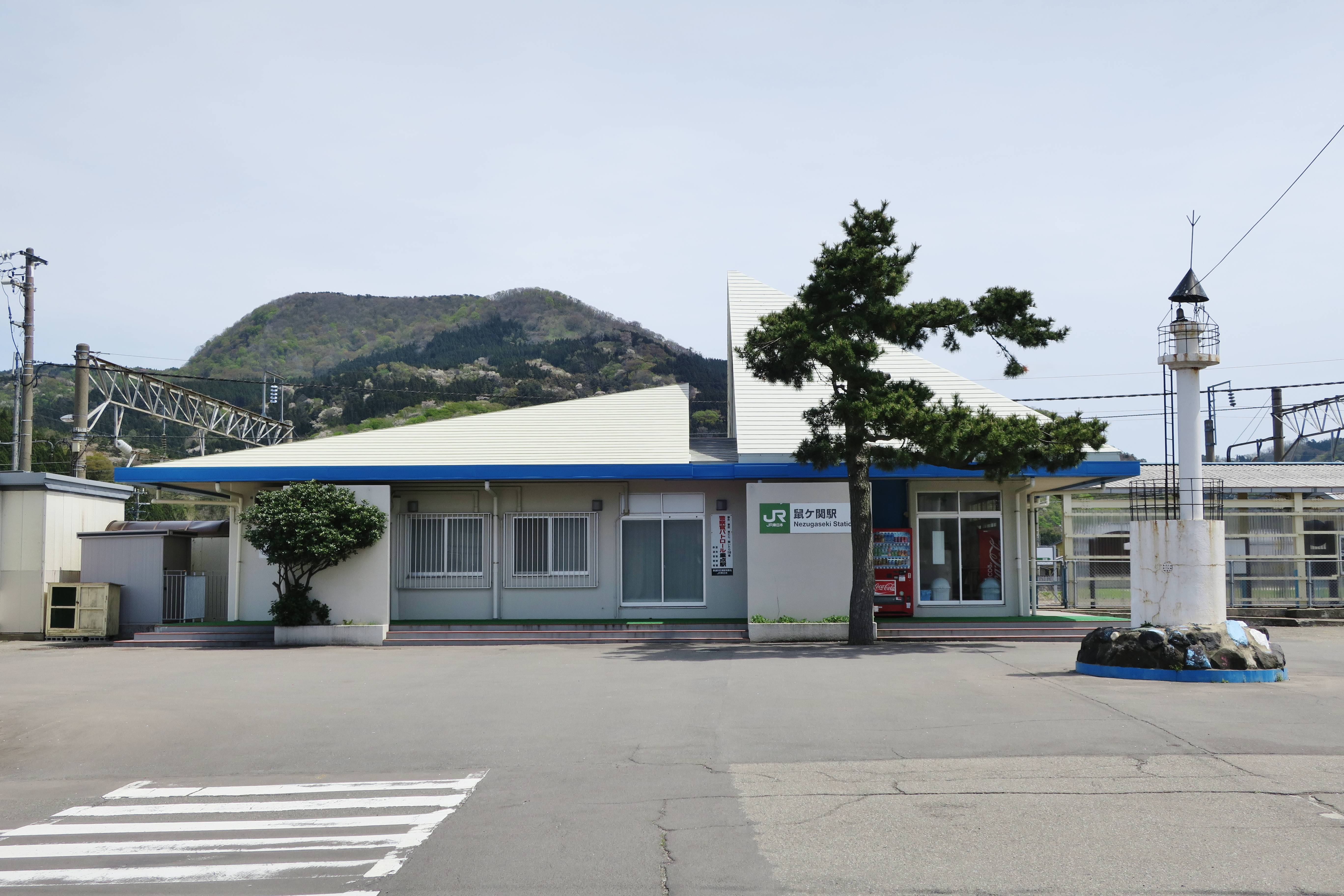
鼠ケ関駅

- JR羽越本線鼠ケ関駅

### 道路
- 高速道路
  - E7 日本海沿岸東北自動車道（日本海東北自動車道） 鼠ヶ関IC[9]（仮称、事業中）
- 一般国道
  - 国道7号
  - 国道345号